# Tabasco (tương ớt)
Tabasco là thương hiệu tương ớt được làm từ ớt Tabasco, giấm và muối của Mỹ. Sản phẩm do doanh nhân Edmund McIlhenny phát minh vào năm 1868, sau này ông lập công ty riêng mang tên mình là McIlhenny Company ở vùng Avery Island, phía nam bang Louisiana, chuyên sản xuất tương. Ban đầu, ớt Tabasco chỉ trồng ở Avery Island, nhưng hiện nay nó được thu hoạch chủ yếu ở khu vực Trung Mỹ, Nam Mỹ và Châu Phi. Nhãn hiệu có nhiều loại tương khác nhau, ngoài dòng tương đỏ bản gốc, còn có tương ớt habanero, chipotle, sriracha hay ớt bọ cạp Trinidad Moruga. Hiện Tabasco được bán trên phạm vi toàn cầu.

## Độ cay
| Loại           | Độ Scoville   | Ct                                |
| -------------- | ------------- | --------------------------------- |
| Tabasco Pepper | 2,500–5,000   | Dòng tương ớt bản gốc             |
| Habanero       | 7,000+        |                                   |
| Chipotle       | 1,500–2,500   |                                   |
| Cayenne Garlic | 1,200–2,400   |                                   |
| Green Jalapeño | 600–1,200     |                                   |
| Sweet & Spicy  | 100–600       | Sản phẩm ít cay nhất              |
| Buffalo Style  | 1,200–2,500   | Mùi giống như tỏi nhưng có vị gắt |
| Scorpion       | 23,000–33,000 | Sản phẩm cay nhất                 |

## Hình ảnh

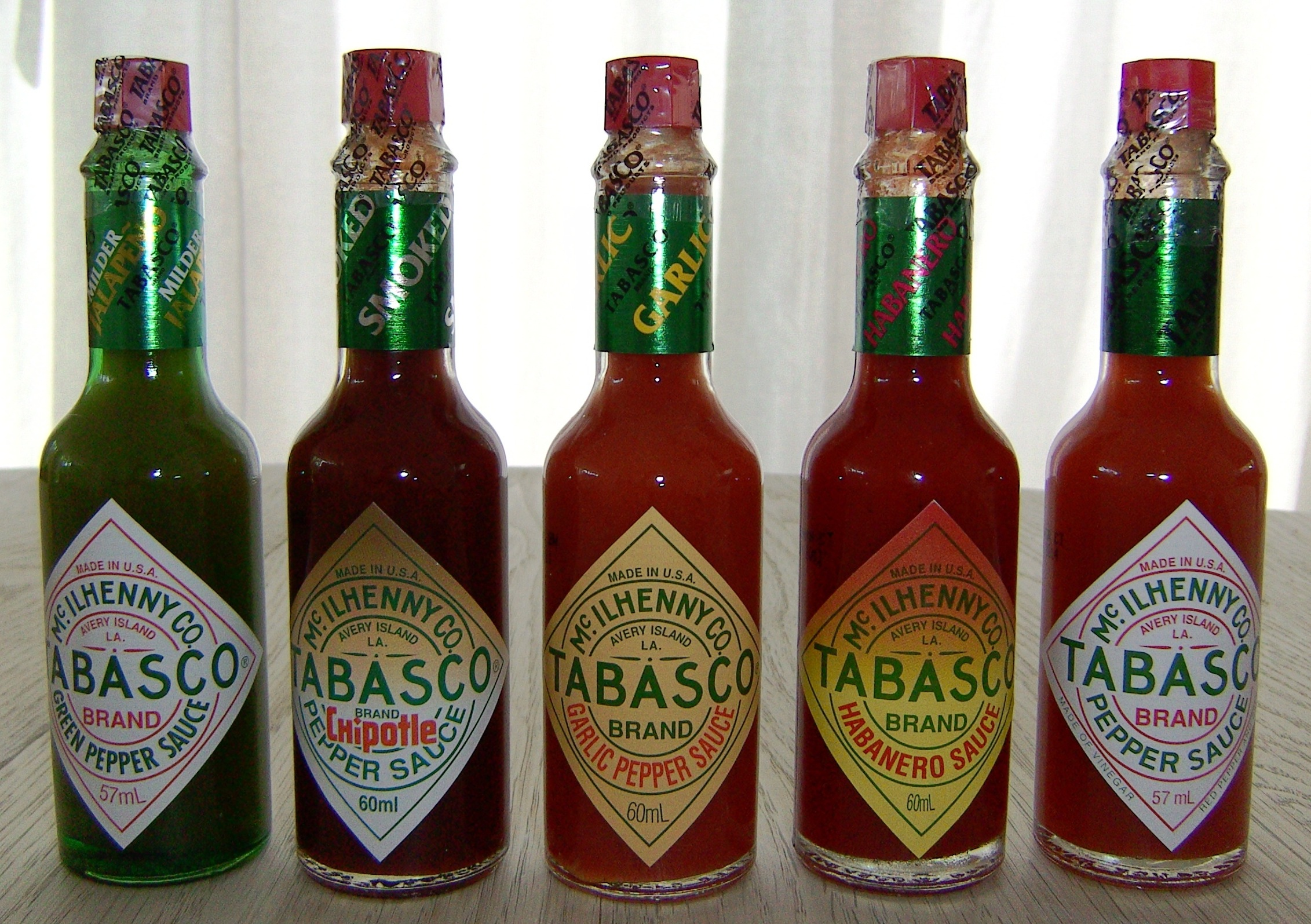
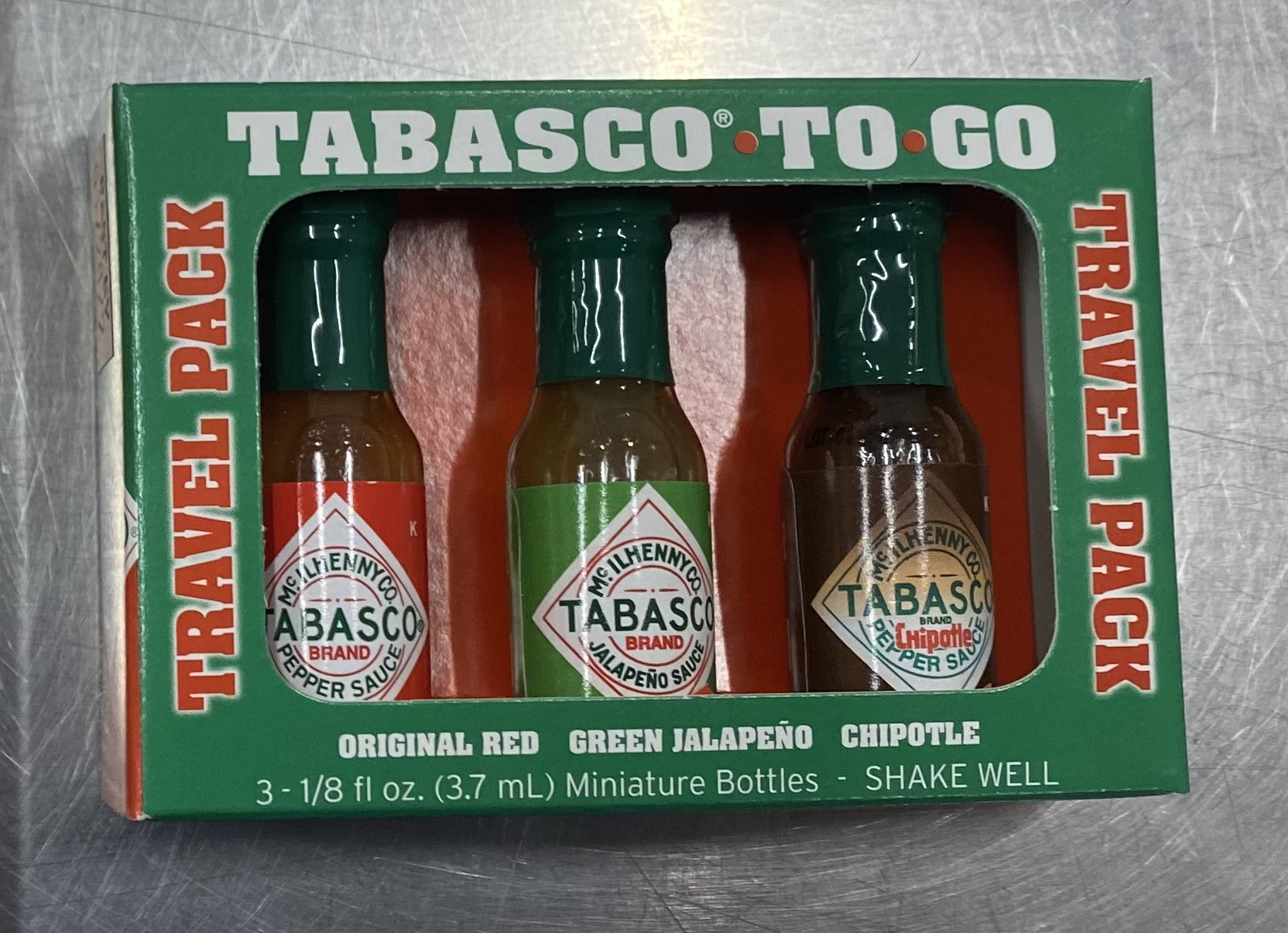
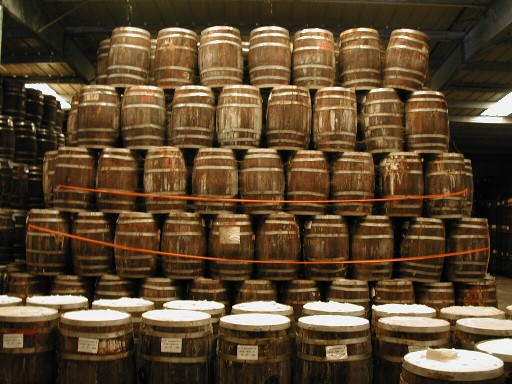
Những thùng ớt Tabasco nghiền xếp trong kho ở Avery Island, Louisiana
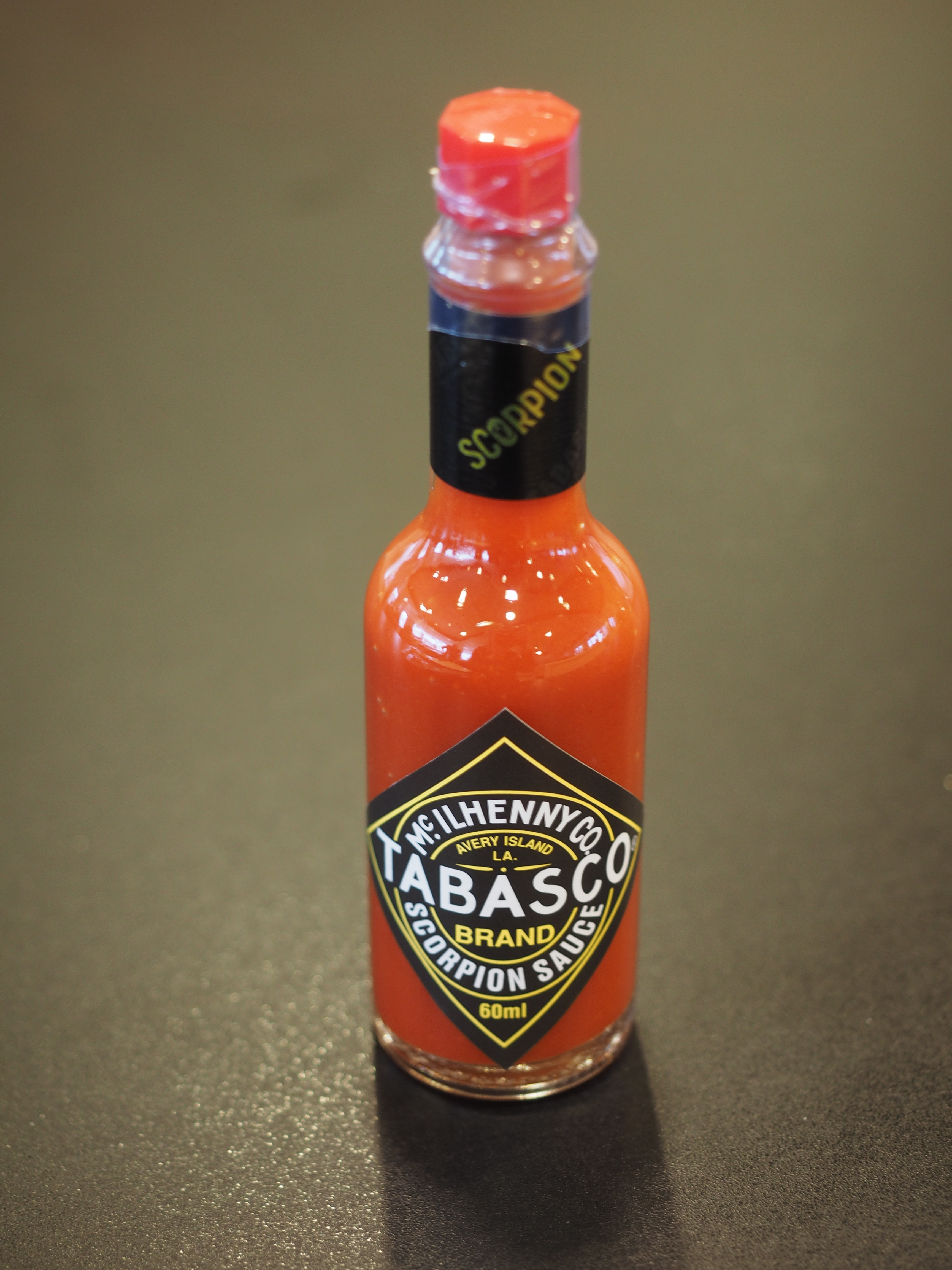
Tương ớt bọ cạp Trinidad Moruga, loại cay nhất của hãng